# San Juan Island
Située dans l'État de Washington, aux États-Unis, dans le Comté de San Juan (Washington), San Juan Island est la deuxième plus grande île, mais aussi la plus peuplée de l'archipel éponyme.
|                 |
| San Juan Island |

|          |
| Le phare |